# Distretto di Luweero
Il distretto di Luweero è un distretto dell'Uganda, situato nella Regione centrale.